# آب‌انبار حاج آقا محمد
آب انبار حاج آقا محمد مربوط به دوره قاجار است و در شهرستان میبد، بخش مرکزی، دهستان بفروئیه، تقاطع کوچه شهید موتاب واقع شده و این اثر در تاریخ ۲۸ اسفند ۱۳۸۵ با شمارهٔ ثبت ۱۸۷۴۹ به‌عنوان یکی از آثار ملی ایران به ثبت رسیده است.